# Pošta
Pošta je organizacija, ki dostavlja pisma in ostale pošiljke naslovnikom v določeni državi. Tradicionalno so bile pošte v javni oz. državni lasti, sedaj pa se državni monopol oži in nastaja vse več privatnih organizacij, ki dostavljajo paketne in podobne pošiljke. Dostava pisem ostaja dejavnost javnega pomena.
Nekdaj sta bili poštni dejavnosti pridruženi dejavnost telekomunikacij in poštnega hranilništva skupaj z nakazovanjem denarja med posamezniki.
Poštne storitve so lahko javne ali zasebne.Potrebno jih je tudi plačati, kot dokazilo plačila pa služijo poštne štampiljke. 
Pošte pa imajo pogosto tudi druge pristojnosti poleg pošiljanja poštnih pošiljk. V nekaterih državah imajo pošte tudi pristojnosti nad telegrafi in telefonijo. V nekaterih državah poštne storitve omogočajo tudi odprtje poštnih varčevalnih računov urejajo pa tudi prijave za izdajo potnih listov. 

## Najzgodnejši poštni sistemi
Začetni poštni sistemi so bili sestavljeni predvsem v obliki rednih kurirskih linij. Način komuniciranja s pomočjo pisnih sporočil, ki jih posredniki prenašajo od enega kraja do drugega, skoraj zagotovo sega v čase ko je bila izumljena pisava. Formalni poštni sistemi pa so se pojavili precej kasneje. Prvo dokumentirano organizirano pošiljanje sporočil sega v obdobje 2400 let pred našim štetjem, ko so v Egiptu faraoni s pomočjo kurirjev, pošiljali odločbe po državnem ozemlju.

## Reforme poštnega sistema
V Veliki Britaniji je bilo pošiljanje pisem vse do leta 1840 precej drago, netransparentno, ljudje pa so ga povezovali tudi s korupcijo. Pismo je v teh časih moral plačati prejemnik in ne pošiljatelj. Cena pa je bila odvisna od razdalje, ki jo je pismo prepotovalo in števila listov, ki ga je vsebovalo. Zasluge za pomembne reforme v poštnem pošiljanju pa lahko pripišemo Siru Rowlandu Hillu, ki je uvedel plačevanje s pomočjo poštnin in predplačila. Zavzel se je tudi za uvedbo uradnih ovojnic in poštnih znamk, ki se prilepijo na ovojnico. To je bil še en način, kako pripraviti pošiljatelja do tega, da plača pošiljko. 

## Zgodovina poštnih številk
Ko se je urbano prebivalstvo povečalo in so naselja postala večja in zapletena, je dostava poštnih pošiljk postala zelo kompleksna. Poštne številke so se rodile iz čiste nuje po urejenem in skupnem sistemu. Le ti so se najprej pojavili v velikih mestih. London je bilo prvo mesto, ki je bilo leta 1857 razdeljeno na 10 poštnih okrožij. Temu je leta 1864 sledil še Liverpool. V času prve svetovne vojne so svoje sisteme imela že skoraj vsa večja mesta v Evropi. 
Združene države Amerike so prva poštna okrožja dobili v Bostonu že leta 1920, a le na lokalni ravni. Preostanek večjih mest so dobila svoja poštna okrožja do druge svetovne vojne. Okoli leta 1930 se je pojavila prva zamisel o širitvi poštnih okrožij tudi na manjša mesta in celo na podeželje. 
Prve moderne poštne številke so se pojavile v Ukrajini leta 1932, vendar so jih do leta 1939 že opustili. Naslednja država, ki je uvedla poštne številke je bila Nemčija leta 1941. Temu so sledile še Argentina leta 1958, ZDA leta 1963 in Švica leta 1964. Združeno kraljestvo je začelo z uvodom sistema poštnih številk v Norwich-u leta 1959, vedar so ga zaključili šele leta 1974.